# Història dels kurds
La història dels kurds com a grup etnolingüístic comença a les regions muntanyoses del sud del Caucas (Zagros i Taure), zona geogràfica coneguda com a Kurdistan. Hi ha diverses hipòtesis sobre la identitat dels avantpassats dels kurds, inclòs el Kardouques o Carduchoi de l'antiguitat clàssica. Les dinasties kurdes més antigues conegudes sota el domini musulmà (del segle X al XII) són la hasanwàyhida, la marwànida i la xaddàdides, seguida per la dinastia aiúbida fundada per Saladí. La batalla de Chaldiran el 1514 és una data important en la història kurda: marca l'aliança kurda amb els turcs. El Sharafnameh, de 1597, és el primer relat de la història kurda.
A partir del segle xx, la història kurda està marcada per un augment en la consciència d'una identitat nacional; se centra en l'objectiu d'un Kurdistan independent del que disposa el tractat de Sèvres de 1920. Una autonomia parcial es va dur a terme al Kurdistan uyezd -Ouyezd- (1923-1926) i el Kurdistan del Sud (des de 1991). Al Kurdistan sota administració turca, un conflicte armat enfronta el Partit dels Treballadors del Kurdistan (PKK) a les forces turques entre 1984 i 1999. No obstant això, la regió segueix tenint brots d'inestabilitat i de violència que van tenir lloc a la dècada de 2000; el tractament dels kurds (com els armenis i assiris) per l'estat turc és especialment dur, fins a incloure en la llei turca el registre nacional i l'Ordenança sobre els cognoms, la prohibició de l'ús d'un nom kurd.

## Prehistòria

### Paleolític
Hi ha restes d'habitació humana al Kurdistan des del Paleolític. S'hi han trobat diverses restes, a l'alt Tigris, a la vall al nord de Mossul, amb restes de pedra considerades de l'acheulià superior (vers 500000 a 110000 aC); hi ha troballes també als Zagros centrals aparegudes a meitat dels anys 1970.

### Llocs i coves
El lloc de Shiwatoo, a la regió de Mahabad, proveeix la millor evidència de l'acheulià. El descobriment principal d'aquest lloc va ser un escarpat típic realitzat en un lateral d'un volcà de roca fosca, figura clàssica de l'acheulià tant al Llevant com a l'Índia, però que per primera vegada apareixia entre aquests dos punts.
Kagia, prop de Kirmashān: allí s'han trobar artefactes que podrien ser parcialment acheulians.
A la regió entre Tabriz i Miyaneh s'han fet diverses troballes similars, però que no s'han datat perquè les troballes es van fer en superfície i no en excavacions.
Bardabalka (entre Sulaymaniyah i Kirkuk), prop de Chamchamāl: allí es van trobar eines de còdols datades dels períodes acheulià-taiacià-mosterià (vers 80000 aC). Són eines, fetes de flocs i bifacials centrals similars a destrals manuals que són una prova de la fabricació d'eines en aquell lloc. Altres troballes inclouen restes d'animals (elefants de l'Índia, rinoceronts; gran bestiar, potser el Bos primigenius i probablement equins (Equus hemionus).
24 llocs a la zona de la vall del Tigris, al nord de Mossul, identificats en les prospeccions fetes davant la presa de Mossul. Els llocs principals en són: Cham Bazar i Eski Kelek.
Coves de Behestūn, Ghār-i-Khar, Maraftāw, Mardudar, totes properes a Kirmashān; en aquests llocs s'han trobat eines mosterianes millor treballades que les anteriors.
A l'abric de roca de Warwasi també es van trobar eines mosterianes ben treballades.
Tamtameh, prop d'Urmia; igualment hi van aparèixer eines mosterianes molt treballades, però les restes d'ossos són molt escasses.
Cova de Do-Ashkaft a la mateixa regió de Kirmashān: es van trobar uns 4.000 artefactes mosterians a finals del segle passat (1996-2000), consistents en flocs, escates de flocs, trencaments i nuclis. La majoria de les eines eren úniques o grups de raspadors, però també incloïen altres tipus de raspalls, peces retocades, osques, burines i altres artefactes diversos.
La cova d'Hazarmērd, a l'altre costat de la moderna Sulaymaniyah, fou excavada per Dorothy Garrod el 1928 i hi va trobar dipòsits d'una barreja de cultura lítica Levallois i mosteriana (50000 aC); les restes d'ossos van permetre conèixer la seva dieta, consistent en cabra salvatge, os bru, gaseles, taus, ratolins, llebre, ratapinyada, cargols i altres aliments procedents d'un entorn mixt de pastures, boscos i matolls, que no seria massa diferent a l'entorn actual.
La cova de Zarzi, al nord-oest de Sulaimaniya, té restes d'ocupació del Paleolític superior i del Mesolític.
La cova de Shanidār a la província d'Erbil, al sud de les muntanyes Bradōst, prop de la conca superior del Zab: aquesta cova gaudia de la màxima il·luminació solar i era molt gran (uns 1.000 metres quadrats), la qual cosa la feia ideal en la prehistòria; allí l'excavació de R. Solecki va trobar 14 metres de dipòsits en diversos nivells, el més antic dels quals és el nivell D, on van aparèixer una barreja d'ossos, cendres i elements de pedra del Paleolític mitjà (mosterià), que podrien ser la prova de la més antiga habitació humana d'aquesta cova, que es remunta almenys 100.000 anys i va durar contínuament durant prop de 3.000 generacions.
El més interessant en són nou esquelets humans. Es podrien identificar esquelets de diversos nivells de la cova com a neandertals, els quals formen una de les col·leccions més àmplies i informatives de les restes hominoides del Paleolític mitjà del Pròxim Orient. Hi ha set adults i dos nens, que es poden datar, per radiocarboni i comparacions estratigràfiques, en períodes que van entre el 70000 i el 46000 aC. Un d'ells sembla que era discapacitat, però estava ben cuidat; un altre cadàver fou honorat en el seu funeral amb una garlanda de flors posada al cos: aquesta és la primera prova d'un ritual per la mort d'una persona al món.
Els nivells inferiors de la cova aporten evidencia de l'aurinyacià (nivell C) dins del qual es va desenvolupar una típica industria aurinyaciana local que R. Solecki anomena “bradostiana” (per les properes muntanyes Bradōst). Hole i Flannery divideixen aquesta cultura bradostiana en bradostià antic (38000 - 30000 aC) i nou bradostià (30000 - 20.000 aC).
Cova de Mar Tarik al peu de la muntanya del mont Behistūn: s'hi ha trobat eines leval·loisianes.
Coves de Yafteh i Pa Sangar a la vall de Khurramabād: mostren evidència d'ocupació mosteriana i bradostiana, i a Pa Sangar també d'ocupació zarziana. D'aquestes restes es dedueix que la cultura mosteriana fou la primera que va habitar extensament l'àrea de les muntanyes Zagros i que la seva indústria lítica fou diferent de la del Llevant. A la cova de Yafteh s'han trobat pedres gruixudes que foren utilitzades per a moldre ocre. Aquesta és la primera prova d'una indústria de la pedra de la terra, un requisit previ per a l'agricultura primitiva.
Alguns estudiosos han assenyalat una tendència definitiva cap a l'especialització tecnològica regional als Zagros després de les ocupacions mosterianes. Probablement això indica que els caçadors d'aquest període es movien menys que els seus predecessors.
Nord de la regió d'Urfa: s'han trobat eines que van de l'acheulià (destrals de mà de pedra) al leval·loisià-mosterià (raspadors de pedra).
Regió d'Ergani: les prospeccions de camp van aportar evidència d'ocupació al Paleolític mitjà i tardà.

## Abans de l'Islam
Vers el 2000 aC, apareix en una inscripció el país de Kar-da-ka, prop de la «gent de Su». Aquest Su, es creu que estava situat al sud del llac Van. Mil anys després, Teglatfalassar I (1115-1076 aC) va fer la guerra al poble kur-ti a les muntanyes Azu (que podrien ser Sassun).
Heròdot no esmenta cap poble amb nom similar a kurd. En l'Anàbasi de Xenofont es fan notables els karducs a l'est del riu Bohtan (grec: Kenitres), que no reconeixien ni l'autoritat d'Armènia ni la del rei aquemènida. S'ha volgut veure en els karducs els descendents dels khaldi o urartians expulsats al segle vii aC del llac Van pels armenis; d'altres veuen en els khaldi els kartli o georgians. S'ha proposat també identificar els kurds amb els cyrtii que vivien a Mèdia i Pèrsia, esmentats per Estrabó i altres autors clàssics, que haurien emigrat a l'oest i s'haurien barrejat amb els pobles de la Corduena. En la geografia armènia, Corduena (Korcekh o kordjaiq) era el territori del país dels kurds.
En època clàssica, el nom amb la forma Corduena apareix repetidament per a designar el territori a l'esquerra del Tigris, prop de la muntanya Djudi. En aquest moment té tres cantons, la Corduena pròpia (Korduq), el Cordic (Kordiq o Kordriq) i el Tmoriq. Els arameus anomenen la regió Beth-Kardu i els armenis Korduk; els àrabs l'anomenen com a Bakarda o Karda. Sembla que aleshores el seu territori era limitat. Les úniques tres viles de la Corduena eren Sareisa, Satalka i Pinaka (moderna Finik), prop del Tigris.
Tigranes II d'Armènia va conquerir la Corduena vers el 85 aC i el seu rei Zarbienus fou executat, però la dinastia local va subsistir. El 115, n'era rei Manisarus. L'armenització de la província no fou gaire profunda.

## Període àrab musulmà
A l'època àrab, només apareix la forma ètnica kurd (plural akrad), que designa una barreja de tribus iranianes o iranitzades, i en aquestes últimes els autòctons són els kardu (carducs), els tmoriq (tamuraye) amb centre a Alqi (Elk), els al-khuwaythiya amb centre a Khoit, prop de Sassun, els ortaye (al-artan) a la corba de l'Eufrates, i alguns semites i armenis. D'aquesta iranització, s'han trobat algunes proves en estructures socials i en presència física.
El primer contacte dels àrabs amb els kurds es va donar després que Abd-Al·lah ibn al-Mutamm conquerís Takrit i Hulwan (Pèrsia) el 637. Sad ibn Abi Wakkas es va dirigir a Mossul, on els districtes habitats per kurds foren ocupats (al-Mardj, Ba-Nuhadhra, Ba-Adhra, Hibtun, Dasin, etc.). Iyab ibn Ghanum i Utba van completar la conquesta de la regió. El 639, els àrabs van combatre a Susiana contra els kurds, que donaven suport al governador sassànida d'Al-Ahwaz. El batrik local de Zawzan fou confirmat el 640 contra pagament del kharadj. El 642, van donar suport també als perses en la defensa de Fasa i Darabjird. El 643, els àrabs van ocupar Xahrizur, Darabadh i Samghan. El 645, els kurds es van revoltar a Berudh i Balasjan; els kurds islamitzats feien apostasia en massa. El 685, després de la conquesta d'Armènia i l'Azerbaidjan, es va nomenar governador Hulwan. El 702, el rebel Ibn al-Àixath es va aliar amb els kurds de Sabur al Fars. El 708, els kurds van devastar el Fars i foren reprimits. El 746, els kurds de Sabur es van oposar a Sulayman, revoltat contra el califa Marwan II i aliat amb els kharigites; Marwan era fill d'una esclava kurda, de la qual va heretar els ulls blaus i el color de cara.
Hi va haver alguna revolta kurda a Mossul; la primera vers el 770; la segona fou a l'any 839, dirigida per Jàfar ibn Faharjís, que després de ser derrotat a Babaghesh, es va retirar al Jabal Dasin, on va derrotar les tropes del califa, fins que un nou exèrcit manat pel turc Aytakh va sufocar la rebel·lió. El 845, hi va haver una revolta kurda a Esfahan, Jibal (Mèdia) i Fars, liquidada pel general turc Wasif. El 866, els kurds de Mossul es van unir al kharigita Musawir, que s'havia apoderat de la ciutat. El 875, van participar en la revolta dels zandj i en la rebel·lió de Yaqub ibn al-Layth as-Saffar. Amb suport dels zanj, un cap kurd, Muhàmmad ibn Ubayd-Al·lah ibn Hazarmad, va atacar Susa, però fou rebutjat per les milícies del califa, que anaven manades per un altre kurd, Ahmad ibn Laythuya; no obstant això, va poder ocupar Xuixtar, però en lloc de llegir la khutba en nom del cap dels zandj, la va llegir en nom del califa i del seu rival Yaqub as-Saffar; els zandjs del seu exèrcit van desertar i al-Laythuya va recuperar Xuixtar; Muhammad va ocupar Ram-Hurmuz, però també en fou expulsat, aquesta vegada pels zandj. Muhàmmad va negociar altre cop amb els zandj, que van enviar noves tropes, però traïdorament foren atacades mentre combatien, i Muhàmmad es va declarar fidel al califa; la mort de Yaqub as-Saffar (879) i del cap dels zanj (883) va posar fi a aquestos moviments.
El 894, els kurds donaven suport a Hamdan ibn Hamdun, origen dels hamdànides, que es va establir a Mossul. Una revolta kurda dirigida el 897 per Abu-Layla no va durar. El 906, els kurds hadhbani, manats per Muhammad ibn Bilal, van devastar Nínive; perseguits per Abd-Al·lah ibn Hamdan, ara governador de Mossul, aquest fou derrotat a Matuba; va rebre reforços i va tornar a atacar els kurds a l'any següent i els kurds es van retirar a l'Azerbaidjan; atacats al seu refugi final a Lahidjan, es van haver de sotmetre al mateix temps que els kurds Humaydi i els del Djabal Dasin.
Vers el 937, el cap kharigita Daylam ibn Ibrahim, fill d'un àrab i una kurda, que havia reunit tropes kurdes (excepte un contingent daylamita), es va apoderar de l'Azerbaidjan i el 938 en va expulsar Laixkari ibn Mardi, general del ziyàrida Washmgir. Però el musafàrida Marzuban ben Muhammad (941-949), de creences xiïtes, es va apoderar poc després de l'Azerbaidjan, i n'expulsà Daysam; aquest es va refugiar amb el seu amic Hadjik ibn al-Dayrani (el rei de Baspracània Khatshik Gagik III -904-943-, fill de Derenik); no va passar gaire temps quan la ciutat de Tabriz revoltada va cridar a Daysam, però derrotat pels musafírides va haver de pactar la seva retirada cap a Tarom. El 949, Marzuban fou fet presoner pel buwàyhida Rukn-ad-Dawla, que va enviar un delegat a l'Azerbaidjan.
Wahsudan ben Muhammad, germà de Marzuban, va utilitzar Daysam, al qual va enviar contra el delegat buwàyhida; encara que Daysam i els seus kurds foren derrotats, van poder conservar Ardabil i Bardaa. Marzuban va quedar lliure el 953 i Daysam va haver de fugir primer a Armènia i després a Bagdad, on fou acollit amb generositat per Muïzz-ad-Dawla. Va buscar l'aliança dels hamdànides per recuperar Azerbaidjan i, el 955, aprofitant una absència de Marzubam, es va apoderar de Salmas, on va llegir la khutba en nom de Sayf-ad-Dawla d'Alep. Però Marzuban va retornar i el va expulsar poc després, i es va haver de refugiar a Baspracània amb Derenik Asoci III (rei 943-953), fill de Khatshik Gagik III, que es va veure forçat a entregar-lo a Marzuban, que va fer cegar Daysam i va morir a la presó el 956.
Durant el captiveri de Marzuban a Rayy (949-953), van sorgir governs independents al nord-oest de Pèrsia, entre els quals un de kurds: Muhammad Shaddad ibn Kartu, de la tribu Rawadi, els feus principals del qual foren Dabil i Gandja. El 1072, Abu Sawar, de la dinastia xaddàdida, va comprar Aní per al seu fill petit Manučihr i se'n van formar les branques de Gandja i Aní; aquesta darrera fou ocupada pels georgians el 1124, però recuperada el 1126; fou tornada a perdre el 1161, però recuperada altre cop el 1165, i la van conservar fins al 1174.
El 960, va aparèixer a l'Azerbaidjan un pretendent de nom Ishak ibn Isa, que va tenir el suport de Fadl, cap dels kurds kahtani, mentre que el seu rival, el musafírida Djastan ibn Marzuban (957-960), tenia el suport dels kurds hadhbani. Ishaq va ser derrotat. Els kurds van tenir també un paper en les dipsutes de Djastan amb el seu germà Nàssir-ad-Dawla i en les d'Ibrahim ibn Marzuban (960-961 i 962-979) amb el seu cosí Ismail ben Wahsudan (960-961).
El 959, va sorgir al Jibal (Mèdia) una nova dinastia kurda, fundada per Hasanwayh o Hasanuya ibn Hasan, de la tribu Barzikani. La dinastia foren els hasanwàyhides.
El 978, el kurd Ibn Badoya, amb l'ajut de l'hamdànida Abu Taghlib, va esdevenir governador independent d'Ardamusth (Kawashi, prop del Djabal Djudi), però aviat va quedar sotmès al buwàyhida Àdud-ad-Dawla. El 979, aquest darrer va fer dues expedicions contra els kurds de Xahrizur, que estaven aliats als beduïns Banu Xayban (aliances comercials i matrimonials); Xahrizur fou ocupada i els beduïns van tornar al desert. Una altra expedició es va fer el 980 contra els kurds hakkari, que es van rendir a canvi de salvar la vida, però després de rendir-se foren crucificats i exposats en la ruta entre Malatya i Mossul.
El cap kurd Badh es va fer famós encara en vida d'Àdud-ad-Dawla (+ 983). Progressivament, es va apoderar d'Ardjish, Amida i Mayyafarikin. Per una revolta a Nasibin, es va enfrontar a Samsam-ad-Dawla, a qui va derrotar a Ba-Djulaiya, a la riba del Khabur, al cantó de Kawashi (Ardamusht), i es va apoderar de Mossul; estava decidit a marxar contra Bagdad per liquidar els buwàyhides quan fou derrotat per les forces de Samsan al-Dawla i es va haver de replegar a Mayyafarikin; per un pacte amb el comandant de l'exèrcit enviat contra ell, es va assegurar la possessió del Diyarbekir i la part occidental de Tur Abdin (984). El 990, havent reunit un gran nombre de kurds, es va presentar davant Mossul, però els hamdànides es van assegurar el suport dels àrabs Banu Uqayl. En el combat, Badh va morir.
Després del 990, Samsam-ad-Dawla, per recuperar la seva posició com a buwàyhida, es va aliar a Fulad ibn Mundhir, cap de la cavalleria kurda a Siraz. En fracassar, es va refugiar amb els kurds, però, traït, es va refugiar amb Fakhr-ad-Dawla.
Els kurds destacaven en diversos llocs. Entre 976 i 998, uns cavallers kurds van prendre part en les lluites entre buwàyhides i ziyàrides per la possessió del Gurgan. El kurd Ahmad al-Dahhak va derrotar i matar un general romà d'Orient enviat per Basili II i va aturar la progressió dels grecs. Mahmud de Gazni va utilitzar kurds contra els karakhànides. Van participar també en les lluites internes dels buwàyhides, en les dels Banu Uqayl per la possessió de Mossul i en altres conflictes. El 1020, es van oposar a les tropes turques revoltades a Hamadan. Cap al 1028-1029, van participar en les operacions al Fars i Khuzestan d'Abu Kalidjar.
La dinastia marwànida (Diyarbakir) va sorgir de Badh. El seu nebot (fill d'una germana) Abu Ali ibn Marwan ibn Dustak es va retirar el 990 a Hisn Kayfa, on residia l'esposa daylamita de Badh. S'hi va casar i es va apoderar, d'un en un, de tots els castells que havien estat de Badh. Per dues vegades va fer presoner l'hamdànida Abu Abd Allah, que havia causat la derrota final de Badh, però el va tractar generosament. Es va establir al Diyarbekir i es va guanyar el suport de la gent pel seu estil conciliador. La dinastia hi va governar del 990 al 1096, dominant el Diyarbekir i Akhlat, Melazgerd, Ardjish i el nord-est del llac. Van arribar a l'oest temporalment fins a Urfa i, al sud, Abu Ali es va apoderar el 991 de Síria, que estava en mans dels romans d'Orient. Abu Ali va morir el 997 a mans de revoltats del Diyarbekir i el va succeir el seu germà Abu-Mansur Muhammhid-ad-Dawla, governador de Mayyafarikin, fins al 1011. El va seguir el seu germà Abu Nasr Ahmad (1011-1061), que va ocupar Urfa el 1025, però els romans d'Orient la van recuperar el 1031; el 1050 va fer homenatge al sultà Toghril Beg I. El successor d'Abu-Nasr fou el seu fill Abu-I-Qàssim Nasr Nidham-ad-Dawla (1061-1080), que va compartir el poder amb el seu germà Said (mort el 1065), i que va annexionar Haran, Suwayda i altres possessions. El següent sobirà fou Mansu ibn Said (1080-1096); a partir de 1085, el general seljúcida Fakhr-ad-Dawla ibn Djahir va ocupar la quasi totalitat dels seus dominis, que foren agregats al govern de l'atabeg de Mossul.

## Període turc
Els kurds que servien amb els gaznèvides van abandonar la lluita contra els oghuzz, que s'havien acostat a Rayy, quan el seu cap fou fet presoner; el general gaznèvida Tash Farrash va morir mancat d'aquesta ajuda (1029). El mateix any, els ghuzz mataven molts kurds hadbhani a Maragha; els kurds es van aliar al governant de l'Azerbaidjan, Wahsudan II, i junts van poder rebutjar els invasors. El 1041, el musafírida Wahsudan II ibn Mamlan va fer matar milers de ghuzz a Tabriz; els ghuzz de la regió d'Urmia es van desplaçar cap a Hakkâri (ciutat, dependència de Mossul) i van assolar la zona, però a la muntanya els kurds els van emboscar i derrotar. Després es van sotmetre a Toghril Beg i el van guiar d'al-Zawzan a la Djazira. Una part dels oghuzz (manats per Mansur ibn Ghozughli) va quedar a l'est de la Djazira i la resta, sota Boka o Bogha, va avançar sobre el Diyarbekir i va saquejar Kardu, Bazabda i Husayniyya (entre Mossul i Fayshabur). El marwànida Sulayman ibn Nasr-ad-Dawla, governador de Djazira, va pactar amb els ghuzz que a la primavera següent passessin a Síria i, quan va arribar al moment, a traïció va agafar Mansur i, amb l'ajut dels kurds bashnawi de Finik, va empaitar els ghuzz, però aquestos van assolar el Diyarbekir i van ocupar Mossul.
Mentrestant, els hasanwàyhides del Djibal havien donat pas als annàzides. El 1015, Abu l-Shawk va matar el darrer hasanwàyhida zahir. Els annàzides dominaven Xahrizur, Kermansah, Bilawar, Samghan, Dakuka, Fuftidhakan i d'altres. Toghril Beg va enviar el seu germà Ibrahim Inal al Djibal; Ibrahim va expulsar de Hamadan el kakúyida Garshasp, que es va refugiar amb els kurds djuzkan. Ibrahim Inal va ocupar Samiran (Shamiran o Saymanara?) i va sotmetre els djuzkan. Sadi, fill d'Abu l-Shawk, es va sotmetre als seljúcides. La dinastia annàzida va durar fins al 1116.
El seljúcides van eliminar les dinasties kurdes (marwànides, annàzides); els xabanqara de Fars (1031-1355) no eren pròpiament kurds. Sota Sandjar, es va formar una província de nom Kurdistan a la part occidental de Djibal. Els veïns de la província Kurdistan eren els atabegs de Mossul; l'atabeg Zengi va envair territori kurd el 1134 i va ocupar Tanza a la riba esquerra del Bokhtan, en revenja perquè els kurds humaydi havien donat suport al califa al-Mústarxid quan aquest havia assetjat Mossul, i es va apoderar de diverses fortaleses com Akr, Shush i d'altres. Abu l-Haydja, senyor d'Arbil, es va sotmetre a Zengi; a la mort d'Abu l-Haydja, Zengi es va apoderar d'Ashib i el fort Djalab va prendre el nom d'Imadiyya (deformat aviat a Amadiyya) en honor seu (Zengi portava el làqab d'Imad-ad-Din). El 1139, Zengi va ocupar Xahrizur al turcman Kifdjak ibn Arslan Tash; el 1142, va atacar els kurds hakkari i va ocupar al-Shabani (fortalesa no identificada) i l'any següent Irun i Khizan. Ali, senyor d'al-Rabiya, Farah i Alka (probablement Elk) es va sotmetre voluntàriament a Zengi. La darrera expedició de Zengi contra els kurds fou contra els bashnawi de Fanak (Finik), que s'estava assetjant quan Zengi va morir. Més tard, després de la mort de Saladí (1193), els zengites van consolidar la seva posició al Kurdistan central. El 1218, va ocupar la fortalesa d'Imadiyya i la resta de les fortaleses dels hakkari i del Zawzan, que li van ser cedides per Muzaffar al-Din Kökburi d'Arbela.
El ortúquides del Diyarbekir també van entrar en conflicte amb els kurds de tant en tant. El 1185, sota el califa An-Nàssir, va esclatar una guerra entre turcs i turcmans que es va estendre per diverses regions, però les lluites van acabar al cap de dos anys per combatre els cristians d'Armènia, Assíria, Mesopotàmia, Síria i Capadòcia; però, posteriorment, kurds i turcmans van tornar a lluitar i, al final, els kurds es van haver de retirar cap a Cilicia i quasi tots els kurds d'aquesta regió i Síria foren eliminats. Els cristians van amagar els kurds i els van guardar les propietats, i els turcmans van atacar també els cristians a Thelmuzen (no identificada) i Aranthil (Arabgir?).
La dinastia aiúbida fou d'origen kurd. D'aquesta ètnia, eren gran part de les tropes i de l'aparell administratiu.
Al temps dels xas de Coràsmia, el 1217, els kurds dels Zagros van derrotar les tropes d'aquestos enviades de Hamadan a Bagdad. Les operacions de Djalal al-Din Manguberti (1226-1229) contra Akhlat van desorganitzar la regió i els kurds van ser delmats per la fam. Perseguit pels mongols, Djalal al-Din es va refugiar amb els kurds del Diyarbekir i el 1231 fou mort per un kurd. Els mongols devastaren llavors el Diyarbekir i Akhlat. Les forces dels xas de Coràsmia, organitzades en bandes, van assolar diversos territoris i el 1237 devastaven la regió de Kharput. El 1245, una horda mongola baixava des de Maragha a Arbil, que per tres vegades fou atacada; el 1245, Xahrizur fou devastada i el 1252 el Diyarbekir.
Sota els il-kans, la província de Kurdistan tenia capital a Bahar, prop de Hamadan. Malik ibn Tudan, pare d'Amir Coban, fou qui va dominar la província. El 1257, Hulagu va sortir de Hamadan cap a Bagdad i, pel camí, a Kermansah, van fer massacres i pillatges. A Arbil governava Tadj al-Din Salaba, que es va sotmetre als mongols, però la guarnició kurda no es va voler rendir i Arbil fou conquerida i els kurds massacrats. Badr al-Din Lulu, atabeg de Mossul, va ajudar els mongols en la conquesta. La conquesta de Bagdad (1258) va provocar la despoblació de Xahrizur, els habitants de la qual van emigrar a Síria i Egipte (dues tribus kurdes van acabar a Algèria). De tornada a l'Azerbaidjan, Hulagu va atacar el país Hakkari, on va massacrar els kurds; van seguir Djazira, Diyarbakir (Amida), Mayyafarikin (dominada per l'aiúbida al-Malik al-Kamil Nasir al-Din) i Mardin. Lulu de Mossul va morir i el seu fill Salih es va passar al bàndol dels mamelucs egipcis; la guarnició de Mossul, formada sobretot per kurds i turcmans, va resistir l'atac mongol, que la van ocupar amb un estratagema.
El 1335, els Sulduz i els Djalairs (mongols ambdós) es van disputar el poder. Per la partició de 1338 entre els dos Hasan (el Gran o Buzurg i el Petit o Kuchuk), la província del Kurdistan persa i el Khuzestan van passar als fills de l'emir Akrandj i Akrash. Vers 1383, el djalayàrida Bayazid es va crear un feu especial al Kurdistan persa i a l'Iraq Adjemi.

## Tribus kurdes vers 1300-1500
- Gurani
- Gilali
- Zangali (Zangana?)
- Kusa i Mabir (expatriats a Síria i Egipte)
- Sabuli (Sutuni?)
- Kartawi
- Hasnasi (Khushnawi)
- Tribu de 700 persones prop de Karhin (Kirkuk?) i Dakuk, nom desconegut
- Tribu de la regió d'Arbil, nom desconegut
- Mazandjan
- Sohri (Sohran)
- Zarzari
- Djulamerg
- Tribu de la regió de Markawan (Margawar), nom desconegut
- Tribu de la regió de Gawar, nom desconegut
- Tribu de la regió de Zibari, nom desconegut
- Hakkâri
- Besikti
- Bokhti
- Humaydi
- Dasini
- Dumbuli

## Període turcman
Els qara qoyunlu i els aq qoyunlu van dominar el cor del Kurdistan. Kara Yusuf, a la mort de Tamerlà, el 1405, va rebre la mà de la filla de Shams al-Din de Bidlis i amb el seu ajut va recuperar el seu poder. Els prínceps kurds de Bidlis van tenir la protecció dels qara qoyunlu. Els aq qoyunlu van fer una política d'extermini sistemàtic dels kurds. Van annexionar Hakkari (que va passar per un temps als Dumbuli). El 1470, tota l'Djazira estava en mans dels aq qoyunlu, que hi van nomenar governador Čalabi Beg. El general Sulayman ibn Bizan va expulsar de Bidlis el príncep kurd Ibrahim Khan, que més tard fou executat per ordre de Yakub, fill d'Uzun Hasan.
Els safàvides van seguir també una política antikurda, ja que no eren xiïtes. Quan els onze principals caps kurds es van presentar a Khoy per prestar vassallatge a Ismail I de Pèrsia, foren empresonats i va nomenar governadors a Kizilbaixis. Durant tres segles, Kurdistan fou el teatre de la lluita entre safàvides i otomans; la batalla de Čaldiran, el 1514, va impedir als perses tornar mai més a dominar fins on ho havien aconseguit breument abans d'aquesta batalla.

## Grups kurds dels seglesxviii XVIII
- Prínceps de Djazira (reclamaven descendència omeia). Es van dividir en tres branques
- Governadors de Khizan, Isbayerd (Sparhet o Ispert) i Muks (Mukus)
- Shirawan
- Bidlis
- Sassun
- Governadors de Suwaydi (reclamaven descendència barmàquida)
- Tribu Pazuki
- Governadors Mirdasi
- Governadors de Çemişgezek (reclamaven descendència abbàssida)
- Prínceps d'Hasan-keyf
- Governadors de Sulaymani
- Prínceps d'Azraki
- Governadors de Kilis
- Tribu Hakkari
- Governadors de Mahmudi
- Tribu Dumbuli
- Governadors de Bradost
- Governadors d'Ustuni (primera dinastia de Shamdinan)
- Tribu Zarza, tribu Tarza (podrien ser-ne la mateixa)
- Prínceps d'Amadiyya
- Tribu Dasini o Tasini
- Tribu Sohran
- Príncep de Baban
- Tribu Mukri
- Prínceps Bana
- Principat d'Ardalan
- Tribu Gäl-baghi
- Prínceps de Kalhur
- Prínceps de Dartang i Darna
- Shamdinan

## Període iranootomà
Després de Çaldiran, gran part del Kurdistan va quedar per als otomans; Selim I en va encarregar l'organització a Idris, un historiador kurd de Bidlis que va dividir el territori en sandjaks i nahiyes (districtes), però intentant no interferir en el sistema de prínceps hereditaris que regia entre els caps kurds, els quals passaven a ser des del punt de vista otomà, governadors hereditaris. Molts kurds foren establerts a la zona entre Erzerum i Erivan, que havia quedar devastada i en part despoblada en temps de Tamerlà.
El 1639, el tractat de pau va limitar l'expansió persa cap a l'oest i l'Imperi Otomà va aconseguir recuperar les regions occidentals i Transcaucàsia. Quasi tots els kurds van quedar a la part turca otomana. Vers 1640, Malak Ahmad Pasha (des de 1638 governador del Diyarbekir) va fer una expedició contra els yazidis de Sindjar. Les forces otomanes manades per Firari Mustafa Pasha van atacar els yazidis kurds al mont Sindjar (Saçlı Dağı); segons Ewliya Çelebi, els otomans eren 40.000 soldats i la batalla va durar set hores i, al final, 3.060 yazidis van morir i, l'endemà, l'exèrcit turc va devastar 300 pobles yazidis; entre mil i dos mil yazidis es van refugiar en coves prop de Sindjar, però foren atacats també pels otomans amb canons i bombes, i massacrats igualment.
De 1640 a 1736, el Kurdistan otomà va estar format com abans, però ara en major nombre, per una sèrie de principats kurds autònoms.
El 1655, l'antic paixà Malak Ahmad Pasha del Diyarbekir, transferit ara al govern de Van, va intentar sotmetre els kurds de la regió. Abdal Khan, el kurd rozigi de Bidlis, va formar un exèrcit per resistir i Ewliya Celebi diu que molts yezidis combatien al seu costat. Les forces otomanes van marxar contra Bidlis i van cometre atrocitats contra els civils quan van passar per terres de la tribu rozigi; Abdal Khan va construir reductes de pedra a l'entorn de Bidlis i les antigues muralles de la ciutat foren defensades per un important contingent d'infants kurds armats amb mosquets; els otomans van atacar el perímetre defensiu i van derrotar els kurds, i van entrar a Bidlis atacant els civils; quan els otomans ja estaven establerts a Bidlis, Abdal Khan va organitzar un intent d'assassinat de Malek Ahmad Pasha, que no va reeixir: una unitat de 20 soldats kurds es va acostar fins a la tenda de Yusuf Kethuda, el segon comandant, i va lliurar una ferotge batalla amb la seva guàrdia; 1.400 kurds van resistir a la ciutadella de Bidlis; una part es va rendir i van obtenir l'amnistia, i 300 que van resistir foren massacrats, dels quals 70 foren desmembrats.
El 1666, un kurd fill d'un xeic, es va declarar el mahdi, però fou fet presoner pels governadors de Mossul i d'Imadiyya (o Amadiyya); va acabar al servei personal de Mehmet IV. El 1719, els kurds de Pèrsia assetjaven Hamadan i van arribar fins a Esfahan. Un cap kurd de nom Fandun o Feridun va ser enviat per Tahmasp II contra Isfajhan, que havien ocupat els afganesos, però fou rebutjat i es va acabar sotmetent als otomans. El príncep d'Ardalan, un dels pocs kurds sota autoritat persa, es va sotmetre també a Hasan Pasha, i fou seguit pels senyors de Djawanrud, Darna, Djaf, Harsin i finalment pel sipahsalar Ali Mardan Fayli, que s'havia replegat al Luristan.
Els afganesos van derrotar els otomans en la batalla d'Andjidan (1726); en les tropes turques, hi havia uns 20.000 kurds a les ordres de Sulayman Oghlu (Sulayman Baban?) i els kurds foren culpats de la derrota, als quals, sembla que Ashraf, afganès, havia fet promeses. El 1727, Ashraf va haver de cedir tota la Pèrsia occidental als otomans, incloent-hi tots els districtes kurds i lurs.
El 1732, els perses van recuperar les províncies occidentals. Després de lluites constants, en el tractat de pau de 1736 es van restablir les fronteres de 1639. Nadir Shah va substituir Subhan Werdi Khan al capdavant dels ardalan, fet que provocà una revolta. Els kurds del gran Khorasan es van revoltar també i Nadir va morir quan anava a castigar-los (1747).
Després del 1736, algunes reformes van modificar la situació dels prínceps hereditaris, però el sistema va continuar de fet quasi sense tocar fins al final de la Guerra russoturca de 1828-1829, ja que els kurds van aprofitar l'ocàs de la dinastia otomana, la llunyania de la capital i la poca accessibilitat de les seves terres. El poder kurd es va estendre a l'oest fins a Ankara. D'altra banda, va governar Pèrsia la dinastia Zand, que era kurda (1750-1794). La dinastia es va acabar el 1794. Els zand utilitzaren els kurds.
El 1813, va arribar al tron a Soran (Rawanduz), al sud de Bahdinan, Mir Muhammad Pasha. Va sotmetre els dissidents de la seva família i va annexionar alguns petits emirats veïns i, el 1816, va crear un Consell de sardars adoptant una bandera que fou rectangular, dividida horitzontalment en negre sobre blanc. El 1818, es va proclamar independent. El 1820, Badr khan va arribar al tron del principat de Bohtan-Cizre, prop del lloc on es troben les modernes fronteres siriana, iraquiana i turca. Per consolidar el seu poder, va atacar els pobles cristians nestorians que hi havia a l'est del seu domini, massacrant i saquejant. Sota una reclamació de les potències europees, la Porta va llançar una expedició militar que fou derrotada; llavors, Badr Khan es va proclamar independent. Una segona expedició el 1825 el va derrotar i el va fer presoner, i fou enviat a Creta. En aquest temps, els turcs estaven intentant imposar el domini directe i el primer encarregat d'aquest tasca fou Rashid Mehmed Pasha, governador de Sivas. La seva actuació va provocar la gran rebel·lió kurda dirigida per Mir Muhammad, Badr kan de Bohtan-Cirze, Said Beg, Ismail Beg i Muhammad Pasha de Rawanduz (que es van arribar a declarar independents als seus dominis a l'entorn de 1820).

Bandera del Kurdistan entre 1843 i 1927

El 1831, Mir Muhammad Pasha de Rawanduz va ocupar Arbil i altres llocs i el 1832 va estendre el seu poder a Mossul, seguit d'Akra, Zibar i Amadiyya. El 1833, va penetrar cap a Zakho i la Djazira, on va restablir Badr Khan. Els yazidis foren castigats i el cap de la secta, Ali, que va refusar convertir-se a l'islam, fou executat. Rashid va establir guarnicions a les principals ciutats kurdes i diversos prínceps kurds foren substituïts per simples governadors otomans. El 1836, l'emir de Rawanduz fou capturat per engany i va morir penjat; la repressió va durar encara un temps. Hi hagué una revolta de Nur Allah Beg de Hakkari, i Badr Khan (en turc Bedirhan) de Djazira el 1843; es va formar la Santa Lliga Kurda amb els emirs d'Hakkari, Djazira, Hizana, Muix i d'altres i es va proclamar la independència del Kurdistan, s'hi hissà la bandera que per molts anys seria la nacional kurda: verda amb disc vermell al centre, dins del qual hi ha una mitja lluna blanca amb les puntes cap al vol; el verd representava la religió, el vermell la sang kurda i el creixent la independència amb el suport d'Al·là. La revolta fou fermament reprimida i foren derrotats en diversos xocs per un exèrcit turc el 1847, i hagueren de sortir del Kurdistan.

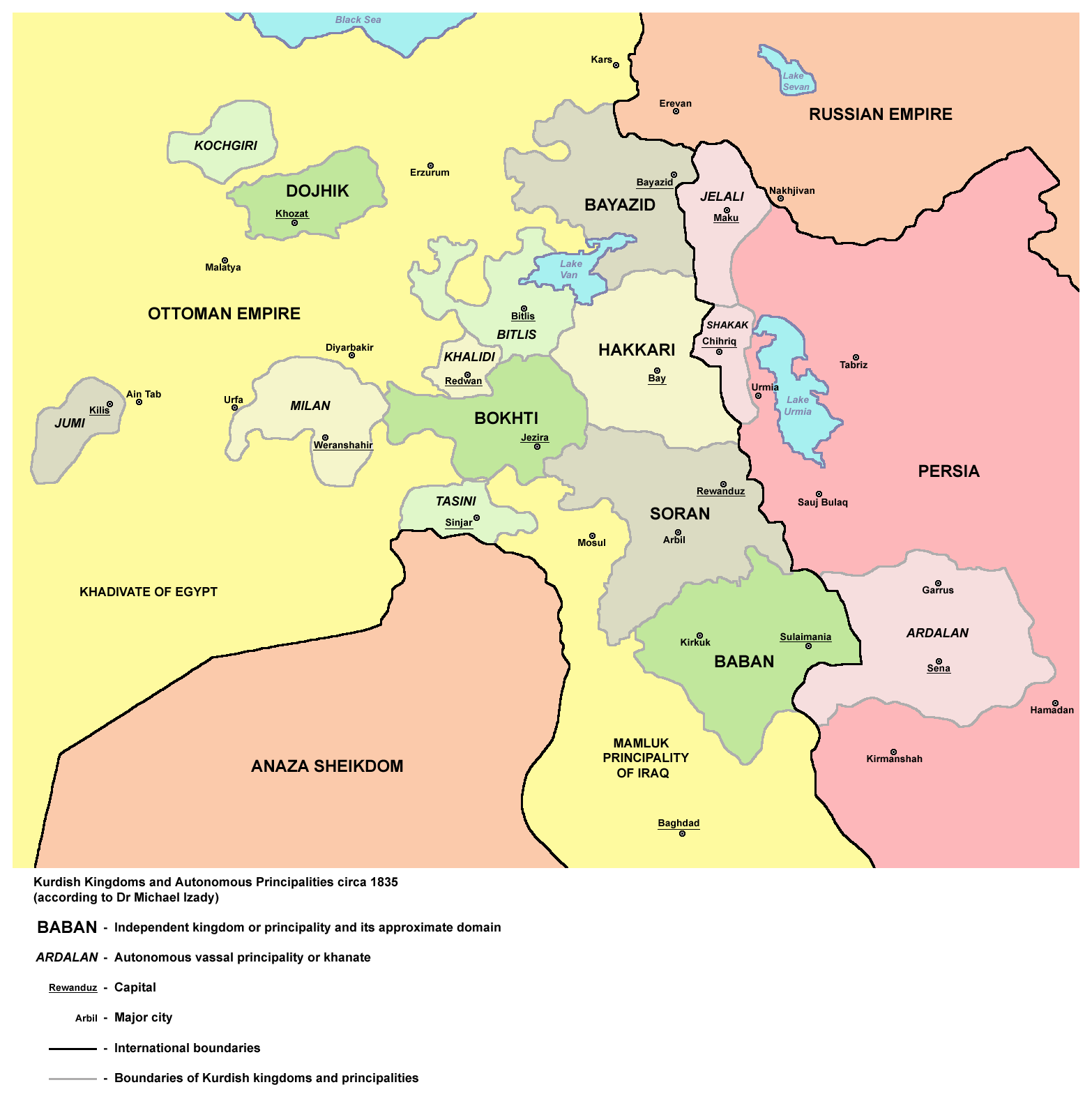
Els estats kurds al voltant de 1835

El 1821, els qajar perses van envair territori otomà a causa de dificultats amb els turcs, i van arribar fins a Bidlis i Muix, però la pau d'Erzurum de 1823 va restablir les fronteres de 1639; això no obstant, els perses no volien evacuar el districte de Zohab, poblat de kurds; el 1842, anava a esclatar una nova guerra que fou evitada per la mediació de Rússia i Gran Bretanya i, el 1847, un nou tractat a Erzurum va establir que Zohab seria repartit entre les dues parts, però Pèrsia desistia de tota pretensió sobre Sulaimaniyya.
Kurdistan va tenir una efímera existència com a entitat administrativa durant 17 anys, entre el 13 de desembre de 1847 (eliminada la revolta de Badr Khan) i el 1864, per iniciativa de Koca Mustafa Resit Pasha durant el Tanzimat (1839-1876). La capital de l'eyalat fou inicialment Akhlat (turc Ahlat) i incloïa Diyarbekir, Muş, Van, Hakkari, Cizre, Botan i Mardin. En els anys següents, la capital fou canviada diverses vegades d'Ahlat a Van, després a Muş i finalment a Diyarbakır. L'eyalat fou reduït en superfície el 1856 i suprimit en la reforma administrativa de 1864, quedant restaurades les antigues províncies de Diyarbekir i Van.
La Guerra de Crimea va servir als otomans per a reforçar el seu poder al Kurdistan. El 1829, els russos havien creat un primer regiment kurd, al qual es van afegir dos més durant la Guerra de Crimea. Al mateix temps, una revolta es produïa a Bohtan dirigida pel popular Yazdan-Shehr, nebot i antic rival de Badr Khan, que va utilitzar la mateixa bandera kurda; la revolta fou reprimida i els kurds foren deportats al Líban, però amb dret de fer flamejar la bandera als vaixells mercants.
Els fills d'aquest darrer van dirigir una revolta kurda a Hakkari, Bahdinan i Bohtan el 1878; aquesta revolta va enllaçar amb el moviment del xeic Ubayd Allah dels nakshbandiyya, que buscava un Kurdistan autònom sota sobirania otomana. Els rebels kurds van assolar les regions del llac Urmia, Maragha i d'altres i van amenaçar fins i tot Tabriz. Pèrsia va mobilitzar ingents quantitats de tropes i Turquia va mantenir la neutralitat i, finalment, el xeic va tornar a Shamdinan, des d'on fou enviat a Constantinoble; va poder fugir i retornar a Shamdinan, però capturat altre cop el 1883 va acabar morint finalment a la Meca. Els rebels van utilitzar la bandera kurda, que finalment fou prohibida el 1880.
El 1891, Shakir Pasha va concebre la idea de formar regiments kurds a imitació dels cosacs per vincular-los a l'estat turc. Aquest regiments es van dir hamdiyye i no van tenir gaire èxit. En anys següents, hi va haver alguns conflictes entre kurds i armenis, fins aleshores bons veïns; el 1894, hi va haver el conflicte més seriós, a Sassun, que va causar la devastació d'una comarca. El 1895, els turcs hakkari es van revoltar, però foren sotmesos tot seguit. Les relacions armenokurdes foren discretes fins a la I Guerra mundial.
A l'inici del segle xx, Ibrahim Pasha ibn Mahmud ibn Timawi ibn Ayyub, cap de la tribu Milli (Milan) de la comarca de Shariweran (entre Diyarbakir i Alep), s'havia creat una situació de virtual independència. En proclamar-se la constitució de 1908, es va revoltar obertament i es va retirar a les muntanyes, on fou mort en un combat. Per la seva banda, el govern otomà havia ocupat (1905) els districtes disputats a la regió del llac Urmia habitats per kurds; quan el 1912 la Guerra dels Balcans va obligar els otomans a retirar-se, van arribar a Khoy i Urmiya tropes russes i descendents de les famílies nobles kurdes van anar a Rússia. El 17 de novembre de 1913, un tractat de delimitació es va signar a Constantinoble i, abans de l'inici de la I Guerra mundial, una comissió quadripartida (otomans, perses, britànics i russos) va aconseguir delimitar la frontera sobre el terreny que, en general, restablia l'statu quo anterior.

## Final de la I Guerra mundial

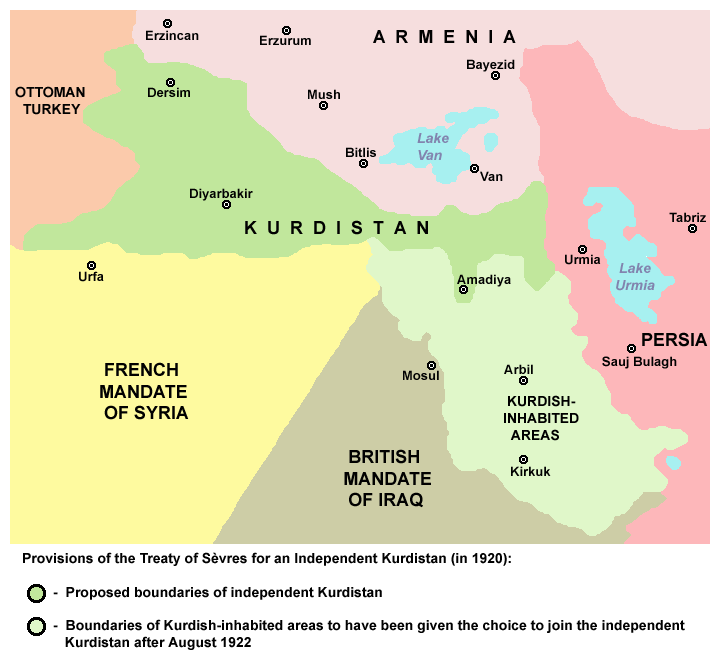
Termes del tractat de Sèvres per a un Kurdistan independent (1920)

El 1917 i 1918, es van començar a formar Comitès Kurds arreu. A París, Sharif Pasha va assolir la representació dels kurds i el 22 de març de 1919 i 1 de març de 1920 va presentar les reclamacions kurdes. Al mateix temps, es va entendre amb els representants armenis (20 de desembre de 1919), que van fer una declaració conjunta en la conferència de pau. El tractat de Sevres de 10 d'agost de 1920 va crear l'Armènia (coneguda com a Gran Armènia en unir-se a l'Armènia russa) en les regions de Trebisonda, Erzerum, Van i Bidlis, establint una autonomia local a les zones de predomini kurd. Un Kurdistan indepent era enunciat, però condicionat per Turquia al fet que la majoria de la població en les regions assignades es mostrés favorable a la independència; els kurds de Mossul podrien adherir-se voluntàriament a aquest estat. A causa de l'evolució posterior, no hi va haver lloc per a l'exercici del dret d'autodeterminació i el Kurdistan fou cancel·lat pel tractat de Lausana de 24 de juny de 1923; després, la situació es va limitar a discutir la sort dels kurds de Mossul. Els turcs defensaven la tesi que turcs i kurds són idèntics excepte en la llengua. El vilayat de Mossul en disputa fou atribuït finalment, pel Consell de la Societat de Nacions, a l'Iraq (16 de desembre de 1925), però amb una clàusula que deixava reservat el dret dels kurds a decidir la seva voluntat, de tenir funcionaris en tots els àmbits que fossin kurds i que la llengua kurda fos oficial.

## Kurds de Turquia
El 1924, es va revoltar el xeic Said Nakhshbandi de Piran a les regions d'Urfa, Severek i Diyarbekir. La seva rebel·lió tenia un fort component religiós. Aviat el xeic fou fet presoner i penjat amb 53 persones més a Diyarbekir (juny de 1925). Els turcs van insistir molt que una revolta nacionalista kurda era indesitjable, mentre que la revolta nacionalista turca que havia triomfat era bona. Molts involucrats en la revolta kurda van haver de fugir a l'estranger.
El 3 d'octubre de 1927, es va formar la Lliga Nacional Kurda Hoyboun (Independència) per la fusió de tots els antics comitès i Ihsan Nuri Pasha de Bidlis en fou nomenat general suprem. Es van celebrar converses amb els turcs el 1928 a Shaykli Köprü. Es va oferir amnistia, però els kurds que s'hi van acollir foren executats. Llavors, es va iniciar l'anomenada revolta de l'Agri Dagh (mont Ararat), amb l'establiment d'una república kurda coneguda com a República de l'Ararat. Ben organitzats i dirigits, els kurds van obtenir diverses victòries espectaculars, però van acabar derrotats per la superioritat en armament (artilleria i aviació que els kurds no tenien) i soldats (45.000 soldats turcs contra 5.000 kurds) dels turcs. La llei turca del 5 de maig de 1932 va organitzar la deportació dels kurds (a partir de 1934). La nació kurda fou suprimida jurídicament i els kurds van passar a ser turcs de les muntanyes.
El 1937, es va produir una nova revolta kurda dirigida per Sayyid Rida, xeic dels nakshbandites. La repressió fou d'un salvatgisme extrem; el xeic i 10 dels seus companys foren executats (15 de novembre de 1937). El nom de Dersim fou suprimit i substituït per Tunceli. La regió va restar sota la llei marcial fins al 1946.
La repressió contra la llengua i cultura kurda fou més o menys violenta segons els règims, però mai s'ha aturat. El 1967, es va declarar il·legal portar un llibre, revista, disc, etc., en llengua kurda des de l'estranger. Els nacionalistes turcs no paraven de fer escrits violents contra els kurds. Les protestes no servien de res i els tribunals, format per turcs, cooperaven estretament amb els nacionalistes turcs. Als darrers anys, per exigències de la Unió Europea, la repressió està lleugerament atenuada, però el kurd continua sense ser reconegut; els partits kurds no tenen existència legal i quan ho fan com a partits no ètnics són dissolts al cap d'uns mesos; els diputats kurds són empresonats, i els activistes kurds que es lliuren de les execucions extrajudicials són tancats a la presó en condicions infrahumanes. Encara que el pres polític més antic d'Europa és basc (porta 31 anys), és possible que en el futur alguns kurds condemnats a cadena perpètua arribin a superar aquesta xifra si sobreviuen a les males condicions higièniques i de tracte de les presons.

## Kurds de l'Iraq
El desembre de 1918, els britànics que ocupaven l'Iraq van instal·lar (major Noel) el xeic Sulaymani Mahmud Barzanji (1880-1956) com a governador (hukumdar) dels territoris kurds entre el Gran Zab i el Diyala. Al final de maig de 1919, Mahmud va proclamar la independència del Kurdistan. Mahmud fou fet presoner pels britànics i condemnat a mort, però la pena li fou commutada i fou enviat a l'exili a l'Índia. En aquest temps, diversos oficials britànics foren assassinats a Zakho, Amadiyya i Akra.
El major Soane va agafar el govern en lloc de Mahmud i va restaurar la calma, però el 23 d'agost de 1921 era instal·lat a Bagdad com a rei Faysal I, prèviament rei de Síria però expulsat de Damasc pels francesos, i es va anunciar la intenció d'unir a l'Iraq el vilayat de Mossul que reivindicaven els turcs i els kurds volien com al seu estat nacional reconegut pel tractat de Sevres de 10 d'agost de 1920. L'agitació va pujar de to i els turcs amenaçaven el vilayat de Mossul; Mahmud va tornar de l'exili amb autorització britànica l'1 de setembre de 1922 i va formar un govern l'1 d'octubre de 1922 i es va proclamar rei del Kurdistan (8 de novembre de 1922); emeté segells de correus, recaptà taxes i publicà un diari (Roj-i Kurdistan = El Sol del Kurdistan). El 24 de desembre de 1922, els britànics i l'Iraq van reconèixer el dret del poble kurd a establir dins les fronteres de l'Iraq un govern nacional kurd. Altre cop fou utilitzada la tradicional bandera kurda vigent des de 1843 i un estendard reial, que era la mateixa bandera amb una corona reial.
Dificultats posteriors van provocar el bombardeig britànic, obligant Mahmud a refugiar-se a Sardash (3 de març de 1923). Els britànics van entrar a Sulaymaniyya (16 de maig de 1923), però la van haver d'abandonar el 17 de juny següent, i Mahmud la tornava a dominar l'11 de juliol de 1923. Finalment, les forces iraquianes van ocupar la ciutat el 19 de juliol de 1924. Mahmud, en el seu refugi de la muntanya a Sardash, va publicar un nou diari (Bang-i Haq = La crida a la veritat) i va restar en aquest lloc fins al 1930, quan va acabar de fet el mandat britànic.
El govern iraquià va començar a retirar els funcionaris kurds per posar-hi àrabs; va suprimir l'ensenyament de la llengua kurda a les regions kurdes, i altres mesures, fins que va esclatar la revolta general en ocasió d'una manifestació a Sulaymaniyya, quan els soldats àrabs van disparar sobre els civils kurds (6 de setembre de 1930). Mahmud va agafar la direcció del moviment i l'exèrcit iraquià no va poder dominar la situació (setembre de 1930 a abril de 1931) i va demanar l'ajut britànic, que va enviar avions de la Royal Air Force. Mahmud fou capturat i enviat en residència vigilada a Bagdad.
El 1931, el xeic Ahmad Barzani va iniciar una disputa amb un xeic veí i els enfrontaments també van fer «necessària» la intervenció de la RAF. El 1933-1934, hi va haver un nou aixecament kurd dirigit per Ahmad Barzani i el seu germà Molla Mustafà Barzani, que foren posats sota residència vigilada a Kirkuk i després a Sulaymaniyya. El 1941, el cop d'estat dels oficials de la plaça Daurada (proalemanys) va portar al govern com a primer ministre Rashid Ali Gaylani (3 d'abril); l'exrei Mahmud va aprofitar per a escapar-se de Bagdad i va intentar aixecar tropes kurdes en favor dels britànics, però, arranjada la situació, va desistir.
El 1943, Molla Mustafà Barzani, en veure la mala situació social de fam i necessitat del seu poble, es va escapar de Sulaymaniyya cap a Barzan, acompanyat del xeic Latif, fill de Mahmud, i va proclamar la revolta. Un kurd del govern iraquià, Madjid Mustafà (ministre d'estat), va poder apaivagar els ànims i Barzani es va sotmetre a canvi d'aprovisionar els districtes kurds, el restabliment dels funcionaris kurds apartats i l'obertura d'escoles i hospitals al Kurdistan. Nuri Said, primer ministre iraquià, va acceptar les condicions (entre aquestes, la que preveia una província única per a tots els territoris kurds), però mai foren implementades per la negativa del regent Abd al-Ilah i, la primavera del 1945, la revolta es va reprendre, aquesta vegada amb més força que abans. Els kurds van aconseguir algunes victòries espectaculars i l'exèrcit iraquià fou humiliat, i altre cop va haver d'intervenir la RAF. Al final d'agost, després de forts bombardejos, la revolta es va acabar. Molla Mustafà es va replegar a l'Iran, on fou instrument clau en la República de Mahabad. Quatre dels seus oficials, que van creure la promesa d'amnistia del govern i es van lliurar, foren executats el 19 de juny de 1947. Els nacionalistes kurds van entrar en la clandestinitat quasi al mateix temps que els de l'Iran, acompanyant els de Turquia, que ho havien fet abans. Llavors, es va fundar el Partit Democràtic del Kurdistan i es van publicar dos butlletins: Azadi (Llibertat) i Rizgari (Alliberament). El partit era d'orientació progressista i al final del 1946 demanava una unió armenokurda. En els següents anys, Sulaymaniyya va ser un focus de cultura kurda.
El 14 de juliol de 1958 es proclamava la república a l'Iraq. Els kurds havien participat en l'enderrocament del règim, i la constitució provisional proclamava que àrabs i kurds estaven associats en la nació; els drets nacionals quedaven garantits dins l'estat iraquià. El general Abd al-Karim Kasim va rehabilitar els oficials executats el 1947 i va autoritzar el retorn de Mustafà Barzani, que s'havia refugiat en la Unió Soviètica (2 de setembre de 1958), i fou molt ben acollit el 7 d'octubre de 1958. Altres companys d'exili van retornar l'abril de 1959. Mustafà va rebre una casa a Bagdad i una guàrdia personal i fou el conseller de Kasim per algun temps. El Partit Democràtic del Kurdistan, esdevingut legal de facto, va publicar llavors el diari Xebat (Lluita) i en van seguir d'altres en llengua kurda.
Quan la situació es va refredar i el règim no va complir les promeses, els kurds es van revoltar el 9 de setembre de 1961, en una autèntica revolució nacional de totes les classes socials; la resposta fou el bloqueig, bombardejos massius incloent-hi de napalm, incendi de pobles i collites, matances de dones, vells i nens; tot i així, el març del 1962, els kurds ja dominaven tot el nord de l'Iraq excepte les grans ciutats on hi havia forces del govern, les quals estaven virtualment assetjades. Les pèrdues de l'exèrcit van fer la guerra impopular; els soldats desertaven; l'economia s'ensorrava. Es va organitzar un cop d'estat i els kurds en foren informats. El 8 de febrer de 1968, Kasim era enderrocat i mort. El 9 de febrer, els kurds van declarar l'alto el foc. El partit Baas agafava el poder. Quan els kurds van demanar el compliment dels pactes, la qüestió es va demorar; es van iniciar converses i, el 24 d'abril de 1963, els kurds van presentar el memoràndum de peticions; quan el govern baasista es va veure consolidat va empresonar els parlamentaris kurds i va llançar un ultimàtum de rendició el 10 de juny de 1963 i, el mateix dia, sense esperar resposta, va iniciar operacions amb una violència augmentada. Com en aquestos mesos el Baas també havia pres el poder a Damasc, els sirians van ajudar els baasistes iraquians amb avions i la brigada Yarmuk; els kurds els van fer diverses emboscades per eliminar-ne aquesta i d'altres, van ocupar posicions militars i combois d'armament i van fer centenars de presoners. L'exèrcit iraquià, derrotat i humiliat, va deixar pas a la Guàrdia Nacional, creada pels baasistes i especialitzada en atrocitats especialment contra els comunistes. Un nou cop d'estat va apartar del poder el Baas i va donar el poder al general Abd al-Salam Aref (18 de novembre de 1963), però les accions militars van continuar. Les crides dels kurds a la Creu Roja i al papa no van ser escoltades.
El 10 de febrer de 1964, el mariscal Aref va negociar un alto el foc que Barzani va acceptar sense ni consultar el buró polític del partit. Mercès a periodistes occidentals, els kurds van donar a conèixer al món el seu sofriment i la verdadera situació, i aprofitant la treva es van poder abastir de queviures i armament. El govern deixava passar el temps sense fer res, esperant que els kurds no voldrien reprendre la guerra, però l'octubre de 1964, una vegada passat un temps més que prudencial, els kurds van decidir organitzar la seva autonomia interna. Van nomenar funcionaris administratius a tots els nivells, van cobrar impostos i taxes, van crear tribunals de justícia i van entrenar acuradament les seves tropes a les quals van equipar al millor possible. Es va celebrar el VI Congrés del Partit Democràtic del Kurdistan (1 a 7 de juliol de 1964), la reunió de l'estat major general de la Revolució (9 a 10 d'octubre de 1964) i es va proclamar una constitució (17 d'octubre de 1964). Però el partit no estava d'acord amb l'alto el foc i va acusar Barzani de trair els objectius del moviment; fins i tot, hi va haver un enfrontament amb sang a Mawat entre partidaris de Barzani i altres dirigents del partit (17 de juliol). El VI Congrés va expulsar del partit 14 dels 17 membres del buró polític, entre els quals Ibrahim Ahmad i Jalal Talabani, tots els quals es van refugiar a l'Iran.
El 10 de maig de 1964, el govern iraquià reconeixia explícitament els drets nacionals kurds establerts per la constitució provisional de 1958, però amb això sol els kurds no es van desarmar. El 4 de març de 1965, el govern iniciava l'ofensiva de primavera amb totes les forces (artilleria, infanteria, aviació, blindats, sota comandament del general Abd al-Rahman Aref, germà del president, i encara que entre març i maig va tenir alguns èxits locals menors, després (juny a setembre) es va empantanegar en combats sagnants a la cadena de Safin; els iraquians van utilitzar gasos tòxics; la vila de Pendjwin fou ocupada després d'un fort ús de l'artilleria que la va destruir. Els iraquians, tot i haver tingut ajut d'Egipte, van patir moltes baixes (4.194 morts, 2.201 ferits, 12 tancs destruïts i 5 avions abatuts). Una nova campanya militar a l'hivern (22 de desembre de 1965 a final de febrer de 1966) va donar nous combats sagnants. L'1 de gener de 1966, Barzani va enviar un memoràndum a l'ONU sense cap resposta.
El 13 d'abril de 1966, el mariscal Aref moria en un accident d'helicòpter i el succeïa el seu germà Abd al-Rahman Aref. El mateix dia començava una nova ofensiva (13 d'abril a 15 de juny), de la qual la principal batalla fou la de Rawanduz o Hendrin, anomenada «la Verdun kurda», en què els iraquians foren derrotats tot i la utilització de tots els mitjans i de napalm, i hi perderen 1.056 soldats (i 476 ferits) i a més els 600 mercenaris anomenats «cavallers de Saladí» foren aniquilats, mentre que els kurds només van tenir 38 morts i 85 ferits. El govern va proclamar la victòria, però el 15 de juny va demanar un alto el foc que va signar el primer ministre Bazzaz (mort el 1973) el 29 de juny de 1966. Unes clàusules secretes reconeixien l'autonomia dels kurds. El president Aref va visitar el Kurdistan i es va entrevistar amb Barzani (28 d'octubre), ja que l'estat major iraquià s'oposava a l'acord de Bazzaz i volia demanar-ne rebaixes. Altre cop va passar el temps sense cap actuació.
La Guerra dels Sis dies amb Israel (5 a 11 de juny de 1967) va tenir el seu efecte en diversos estats àrabs. El 17 de juliol de 1967, un cop d'estat a Bagdad deposava Aref i portava al poder el general Hassan al-Bakr; un segon cop, el 30 de juliol de 1968, va arrabassar a al-Bakr tots els poders executius i restablia la dictadura baasista i la Guàrdia Nacional, mentre els kurds, autònoms de facto, feien un gran esforç en matèria educativa i sanitària, obrint el 1968 unes 300 escoles. Però el govern flirtejava amb els kurds dissidents, creava una universitat àrab a Sulaymaniyya i una nova liwa (província) de Duhok, i preparava un nou enfrontament.
L'abril de 1969 van començar les hostilitats a Khoy-Sandjak; els iraquians foren expulsats de Kala-Diza, Pendjwin i Čwarta i només van poder atacar la població civil a les planes d'Arbil, Halabdja i Bahdinan, tirant napalm i àcid sulfúric a les collites. El 17 de juliol, el còlera es va declarar a Kala-Diza. L'agost, es va produir la matança de Dakan a la comarca del Shaykhan. El gener de 1970, quedava clar que l'ofensiva iraquiana estava aturada de fet des de setembre i efectivament des del desembre, i es donava la xifra de 151 avions abatuts en sis mesos. Així, al gener el Baas va iniciar converses amb Barzani; una delegació kurda presidida per Mahmud Uthman va anar a Bagdad i l'11 de març de 1970 es va arribar a un acord en 15 punts, que fou signat a Nawperdan (Kurdistan): posava fi a la guerra i acordava una autonomia interna al Kurdistan i la vicepresidència de la república; la llengua kurda esdevenia segona llengua oficial de l'Iraq; cinc kurds eren nomenats ministres i es declarava una amnistia general pels fets, que afectava els dos costats.
Les situació va millorar per un temps, però el 29 de setembre de 1971 Molla Mustafà Barzani fou objecte d'un atemptat que va fallar; a l'estiu de 1972, hi va haver avalots a Sindjar; i la qüestió de Kirkuk va enverinar les relacions: l'extensió del territori afectat per l'autonomia quedava posposada a un cens que s'havia de fer. Com que segurament haguera donat una majoria kurda a Kirkuk, als camps de petroli propers i a la zona secundària petrolífera de Khanaqin al sud de Sulaymaniyah (kurd: Sîlemanî), el cens es va demorar. El 14 de juny de 1972, la Iraq Petroleum Company (IPC) fou nacionalitzada. El cap kurd Molla Mustafà Barzani va reclamar formalment Kirkuk i els camps de petroli el 1973, i això fou considerat pel govern iraquià com una declaració de guerra i, el març de 1974, el govern va declarar unilateralment una autonomia que disminuïa els drets kurds i n'excloïa expressament Kirkuk i la seva regió (fixant els límits segons el cens de 1957, quan els kurds no es podien declarar com a tals per por de represàlies), així com els camps de Khanaqin i Shingal/Sindjar. El règim iraquià va fer al mateix temps una reforma administrativa en què les setze províncies (governacions) de l'estat van canviar de nom i en alguns casos de límits. L'antiga governació de Kirkuk fou dividida en dues, l'àrea a l'entorn de la ciutat fou anomenada governació d'al-Tamim (التأميم, 'nacionalització') i els seus límits alterats per obtenir-hi la majoria àrab. El govern iraquià va expulsar sistemàticament els kurds (uns 500.000 segons els kurds) i els assiris de Kirkuk i altres pobles de la regió. Els turcmans van donar suport al govern. Els kurds van haver d'emigrar a les províncies del nord i al seu lloc hi van ser enviats àrabs en el procés anomenat arabització (taarib), ja abans esmentat. Quan el 1977 es va fer el cens previst el 1970, l'acord d'autonomia ja estava mort.
El 1972, els bassistes havien signat un tractat d'amistat i cooperació amb la Unió Soviètica, i el 1974 reprenien la guerra contra els kurds. El març de 1975, Iraq i l'Iran van signar l'acord d'Alger, pel qual a canvi de certs drets al Shatt al-Arab i en altres punts de la frontera, Iran deixava de subministrar materials als kurds iraquians. Sense cap suport militar, Barzani va haver de retirar-se a l'Iraq amb els seus seguidors; d'altres es van rendir en massa a l'exèrcit, i la revolta kurda es va acabar en pocs dies. Després de 15 anys, l'Iraq tornava a controlar el Kurdistan. Iraq va iniciar llavors el programa d'arabització (taarib) que va expulsar de casa seva almenys dos-cents mil kurds entre 1975 i 1978. Els enfrontaments entre els peixmergues (milicians) resistents i l'exèrcit es van reprendre el 1977. Entre 1978 i 1979, uns 600 pobles kurds foren cremats o destruïts.
La Guerra Iran–Iraq es va iniciar el 1980; les mesures contra els kurds van encendre altre cop la guerra civil al Kurdistan. El règim de Saddam Hussein va utilitzar armament químic des de 1982. La campanya anomenada al-Anfal fou un genocidi sistemàtic dels kurds. La segona onada va començar el 29 de març de 1987 i va durar fins a l'abril de 1989. Els iraquians van destruir molts pobles, i van fer diverses massacres, i la més coneguda fou la matança d'Halabdja amb productes químics (16-17 de març de 1988 amb 5.000 morts i 11.000 ferits). Els morts civils totals per efectes de les armes químiques foren milers (uns 50.000). La ciutat de Kala-Diza o Qala Dizeh (70.000 habitants) fou totalment destruïda per l'exèrcit iraquià. Segons els kurds, els morts totals en totes les campanyes foren més de 182.000.
El govern iraquià va posar en marxa una assemblea legislativa del Kurdistan autònom, amb Arbil com a capital, amb les províncies d'Erbil, Dahuk i Sulaymaniyya. Com que Iraq era pràcticament un estat amb sistema de partit únic, l'assemblea era un reflex d'aquest partit; l'autoritat kurda era designada per Bagdad i el sistema multipartidista no tenia vigència tampoc al Kurdistan. Al final de la primera Guerra del Golf, el 1991, els kurds es van revoltar una vegada més. Després d'una sèrie continuada d'èxits militars incloent-hi la conquesta de Kirkuk, el contraatac iraquià amb tots els mitjans va foragitar els kurds de les ciutats que havien ocupat i va provocar un èxode de 800.000 kurds cap a les muntanyes; la situació extrema d'aquestos refugiats va commoure el món i les Nacions Unides van aprovar una resolució (688) establint una zona de seguretat amb exclusió de vols iraquians vigilada per avions britànics i americans (operació «Provide Comfort»); la zona fixava com a límit un paral·lel que deixava fora Sulaymaniyya, Kirkuk i altres ciutats importants amb molta població kurda. Els xocs entre els peixmergues (milicians) kurds i l'exèrcit iraquià a terra continuaven i quan els iraquians van aconseguir un cert equilibri de poder, van retirar el seu personal militar i administratiu de la zona d'exclusió (octubre de 1991) permetent de fet un funcionament independent del Kurdistan del Sud.
Els dos partits principals, que dirigien la revolta, el Partit Democràtic del Kurdistan i la Unió Patriòtica del Kurdistan, van agafar el poder i van crear un estat legalment autònom i de fet independent; la bandera del Kurdistan (basada en la de la República kurda de Mahabad) fou d'ús habitual, però no adoptada oficialment per consideracions polítiques fins força més tard. La democràcia fou absoluta amb totes les llibertats de tipus occidental, incloent-hi drets per a les minories com els turcmans i els assiris. Els iraquians van imposar un bloqueig econòmic total a la regió, reduint els subministraments de petroli i aliments. Els kurds patien, a més, l'embargament decretat contra l'Iraq per les Nacions Unides.
El juny de 1992, es van celebrar eleccions i els diputats es van repartir quasi al 50% entre els dos partits principals i els seus aliats. Aviat van esclatar els conflictes entre els dos partits pel control de les rutes, el comerç i els recursos. Després d'intents de negociar una unió, el setembre de 1993 el conflicte va anar a més i, entre 1994 i 1996, es va produir una guerra oberta, després refredada fins a 1998. Després de 1996, el 13% de les vendes de petroli iraquianes foren pagades al govern regional i això va portar la prosperitat a la regió. Una ruta d'estraperlo a través de l'autonomia (la zona controlada pel PDK) fou establerta pel mateix Saddam Hussein amb la col·laboració de membres de la família Barzani. Els drets de pas duaners del petroli des de l'Iraq a Kurdistan i d'aquest a Turquia suposava milions de dòlars per als que controlaven Dohuk i Zakho. El programa «Petroli per aliments» establert el 1997, que permetia a Saddam exportar petroli a canvi de productes de primera necessitat, va fer disminuir l'estraperlo i va atenuar el conflicte entre els dos partits. El setembre de 1998, el govern americà va imposar un alto el foc definitiu als dos contendents (acord de Washington).
En la Segona Guerra del Golf, els kurds es van unir als americans que envaïen Iraq (primavera del 2003). Els dos partits principals es van unir en l'Aliança Kurda, que va obtenir 53 diputats al parlament de Bagdad (més 5 de la Unió Islàmica Kurda) i Jalal Talabani fou elegit president del país. Masud Barzani, pel seu costat, fou elegit president del Govern Regional del Kurdistan. Els conflictes principals foren amb Turquia, especialment al febrer de 1998, quan va emprendre una operació militar perseguint membres del Partit dels Treballadors del Kurdistan (que opera només a Turquia), però posteriorment les relacions van millorar.
Cada quatre anys, se celebren eleccions legislatives al Kurdistan, les darreres el 25 de juliol de 2009. La principal força fou la Llista del Kurdistan amb els dos principals partits, que va guanyar 59 escons. La Llista Gorran ('Canvi') va obtenir 25 escons; la Llista Reforma (4 partits) va obtenir 13 escons; el Moviment Islàmic va obtenir 2 escons i 11 escons foren per a les minories: 5 els turcmans, 5 per als assiris i 1 per als armenis. En l'elecció presidencial, Masud Barzani va aconseguir un segon mandat pel 70% dels vots, però Kamal Miraudeli (un desconegut filòsof liberal) va aconseguir-ne el 30%. També cada quatre anys es fan eleccions als consells de governs provincials (cadascú amb 41 membres), les darreres el 2009.

## Kurds de l'Iran
Al final de la I Guerra Mundial, els moviments dels exèrcits rus i turc van propiciar que el cap dels kurds shahak o shikak, Ismail Agha Shikak, conegut com a Simko, pogués crear-se un petit estat kurd on exercia tota l'autoritat, unint sota la seva autoritat les tribus kurdes del nord, derrotant turcs, assiris i iranians i canviant de bàndol segons les circumstàncies. Vers 1920, governava sense oposició tota la regió a l'oest del llac Urmia, però finalment la superioritat iraniana es va imposar i el 1922 va haver de fugir cap a Turquia. Atret a un parany el 1930, fou assassinat per militars iranians a Ushnu el 21 de juny de 1930.

Més al sud, a Sanandadj, el qajar Salar al-Dawla, emparentat a les principals famílies kurdes de Sanandadj, es va revoltar, però fou derrotat. Alguns caps kurds van mantenir la lluita i el darrer, Djafar Sultan, no es va rendir fins al 1930.
El moment més important dels kurds iranians fou durant la II Guerra Mundial. Després de l'ocupació russo-britànica (25 d'agost de 1941) i l'abdicació de Reza Shah (16 de setembre de 1941), els kurds que van quedar entre les zones britàniques i soviètica van poder desafiar al poder central. Hama Rasghid Khan de Paneh va iniciar la revolta i amb el suport de les tribus es va apoderar de la regió de Sardasht-Baneh-Marivan (estiu de 1942). El setembre de 1942, al territori que controlaven, del qual havia desaparegut l'autoritat central i era terra de ningú, es va instal·lar un govern autònom del Komelai Jiyani Kurdistan ('Comitè de Resurrecció del Kurdistan'), conservador, format per burgesos i ciutadans urbans de Mahabad, antiga Sawdj-Bulak, però al qual es van unir els caps religiosos i els caps tribals. Kadi Muhammad, d'una família notable, i jurista, en va agafar la direcció (octubre de 1944). Al final de la guerra, es va considerar l'ocasió favorable i fou proclamada el 22 de gener de 1946 la República kurda de Mahabad dins de la República autònoma de l'Azerbaidjan que s'havia format a Tabriz. L'estat fou un model de bona organització. L'exèrcit era reduït, i estava format per membres de les tribus i sota quatre generals, un dels quals era Mustafà Barzani, que havia vingut de l'Iraq amb un contingent ben equipat. Quan els russos van deixar de protegir la República de l'Azerbaidjan (maig de 1946) l'exèrcit iranià va recuperar la província i Mahabad. Kazi Muhammad va fer submissió, però fou penjat el 31 de març de 1947 amb altres caps. L'autonomia havia durat 11 mesos.
Sota el govern del xa, el moviment kurd va viure en la clandestinitat. El setembre de 1950 i altre cop el febrer de 1956, la tribu dels Djavanrudi fou massacrada amb l'excusa que no pagava impostos i no lliurava les armes. Però més endavant el govern va intentar guanyar les simpaties de la població kurda amb mesures diverses. Quan el xa va donar suport a Mustafa Barzani a l'Iraq, aquest va deixar d'ajudar els kurds iranians; un cap kurd iranià, Sulaiman Muini, fou executat per Barzani i lliurat al xa, que va exhibir el seu cos a Kermansah i en altres ciutats kurdes. El moviment kurd va desaparèixer a l'Iran.
El 1979, després del triomf de la revolució, els kurds demanaven autonomia; els guàrdies revolucionaris van entrar a ciutats com Mahabad, Paveh, Sanandaj, i es van enfrontar als peshmergues (milicians kurds). A Paveh, van disparar sobre els civils kurds i van fer-hi una massacre; això fou el detonant d'una revolta; els peshmergues es van apoderar de la zona fronterera i de Mahabad. Kermansah va ser atacada diverses vegades pels guerrillers. L'esclat de la Guerra Iran-Iraq el 1980 va amagar el conflicte, que va continuar fins al 1982.